# Hank Bell
Hank Bell, de son vrai nom Henry Branch Bell, est un acteur américain né le 21 janvier 1892 à Los Angeles (Californie) et mort le 4 février 1950 à Hollywood (Californie).

## Biographie
Hank Bell est à l'origine un cow-boy, venu à Los Angeles après que le ranch dans lequel il travaillait dans le Wyoming a fait faillite. Il trouve des petits rôles notamment dans des westerns, où sa moustache originale se fait remarquer.

## Filmographie
- 1920 : The Last Straw de Denison Clift
- 1921 : The White Horseman (en) d'Albert Russell
- 1923 : Don Quickshot of the Rio Grande de George Marshall
- 1924 : The Deadwood Coach de Lynn Reynolds
- 1925 : Gold and Grit de Richard Thorpe : le shérif
- 1926 : Double Daring de Richard Thorpe : Lee Falcon
- 1926 : Twin Triggers de Richard Thorpe : le shérif
- 1926 : The Scrappin' Kid de Cliff Smith
- 1926 : Ace of Action de William Bertram
- 1926 : The Terror de Cliff Smith
- 1927 : Code of the Cow Country d'Oscar Apfel
- 1927 : Between Dangers de Richard Thorpe
- 1928 : Saddle Mates de Richard Thorpe : Tim Mannick
- 1929 : The Fighting Terror de J. P. McGowan
- 1929 : 'Neath Western Skies de J. P. McGowan
- 1929 : The Last Roundup de J. P. McGowan
- 1930 : Trails of Peril d'Alvin J. Neitz
- 1930 : Min and Bill de George W. Hill
- 1930 : Near the Rainbow's End de J. P. McGowan
- 1931 : Man from Death Valley de Lloyd Nosler
- 1931 : The Fighting Sheriff de Louis King
- 1931 : The Pueblo Terror d'Alvin J. Neitz
- 1931 : Partners of the Trail de Wallace Fox
- 1932 : South of Santa Fe (en) de Bert Glennon
- 1932 : The Wyoming Whirlwind (en) d'Armand Schaefer
- 1932 : Cheyenne Cyclone d'Armand Schaefer
- 1932 : Seul contre tous (en) (Single-Handed Sanders) de Charles A. Post
- 1932 : Fargo Express d'Alan James
- 1932 : Law of the West de Robert North Bradbury
- 1932 : Texas Pioneers (en) de Harry L. Fraser
- 1932 : The Riding Tornado de D. Ross Lederman
- 1932 : La Grande Panique (The Big Stampede) de Tenny Wright
- 1932 : The Man from Arizona de Harry L. Fraser
- 1932 : The Adventures of Beatle (Guns for Hire) de Lewis D. Collins
- 1932 : Young Blood (en) de Phil Rosen
- 1932 : Beyond the Rockies (en) de Fred Allen
- 1932 : The Fighting Champ (en) de John P. McCarthy
- 1932 : Lawless Valley (en) de J. P. McGowan
- 1933 : Danseuse étoile (Stage Mother) de Charles Brabin
- 1933 : Sagebrush Trail d'Armand Schaefer
- 1933 : Terror Trail d'Armand Schaefer
- 1933 : The Fiddlin' Buckaroo de Ken Maynard
- 1933 :  Whirlwind (en) de D. Ross Lederman
- 1934 : Fighting Through de Harry L. Fraser
- 1934 : Thunder over Texas d'Edgar G. Ulmer
- 1934 : Un rude cow-boy (The Dude Ranger) d'Edward F. Cline
- 1934 : Blue Steel de Robert North Bradbury
- 1935 : Border Vengeance (en) de Ray Heinz
- 1935 : Thunderbolt de Stuart Paton
- 1935 : Les Loups du désert (Westward Ho) de Robert N. Bradbury
- 1935 : Border Brigands de Nick Grinde
- 1935 : The Outlaw Deputy (en) d'Otto Brower
- 1935 : The Man from Guntown de Ford Beebe
- 1935 : Lawless Riders (en) de Spencer Gordon Bennet
- 1935 : Le Talisman sauveur (en) (The Silver Bullet) de Bernard B. Ray
- 1935 : The Cheyenne Tornado (en) de William A. O'Connor
- 1935 : North of Arizona de Harry S. Webb
- 1936 : Dodge City Trail de C. C. Coleman Jr.
- 1936 : Comin' Round the Mountain de Mack V. Wright
- 1936 : Disorder in the Court (en) de Preston Black
- 1936 : End of the Trail (en) d'Erle C. Kenton
- 1936 : La Légion des damnés (The Texas Rangers) de King Vidor
- 1936 : Lucky Terror d'Alan James
- 1937 : Valley of Terror d'Al Herman
- 1937 : One Man Justice de Leon Barsha
- 1937 : Two-Gun Law de Leon Barsha
- 1937 : Outlaws of the Prairie (en) de Sam Nelson
- 1937 : Goofs and Saddles de Del Lord
- 1938 : The Colorado Trail de Sam Nelson
- 1938 : Border Wolves de Joseph H. Lewis
- 1938 : West of the Santa Fe de Sam Nelson
- 1938 : Gun Law de David Howard
- 1938 : South of Arizona de Sam Nelson
- 1938 : Rio Grande de Sam Nelson
- 1939 : Spoilers of the Range de C. C. Coleman Jr.
- 1939 : The Thundering West de Sam Nelson
- 1939 : Teacher's Pest de Del Lord
- 1939 : Western Caravans de Sam Nelson
- 1939 : The Taming of the West (en) de Norman Deming
- 1939 : Westbound Stage de Spencer Gordon Bennet
- 1939 : Silver on the Sage (en) de Lesley Selander
- 1939 : Texas Stampede de Sam Nelson
- 1939 : Geronimo de Paul Sloane
- 1940 : Sur la piste des vigilants (Trail of the Vigilantes) d'Allan Dwan
- 1940 : Covered Wagon Trails de Raymond K. Johnston
- 1940 : The Carson City Kid de Joseph Kane
- 1940 : Rocky Mountain Rangers de George Sherman
- 1941 : The Pinto Kid de Lambert Hillyer
- 1941 : Riders of the Timberline de Lesley Selander
- 1941 : Wrangler's Roost (en) de S. Roy Luby (en)
- 1941 : The Shepherd of the Hills de Henry Hathaway
- 1942 : Heart of the Golden West (en) de Joseph Kane
- 1942 : Rock River Renegades de S. Roy Luby
- 1942 : La Vallée du soleil (Valley of the Sun) de George Marshall
- 1943 : Haunted Ranch (en) de Robert Emmett Tansey
- 1943 : The Law Rides Again (en) d'Alan James
- 1943 : Blazing Frontier de Sam Newfield
- 1943 : La Nuit sans lune (The Moon Is Down) d'Irving Pichel
- 1943 : Klondike Kate (en) de William Castle
- 1944 : Thundering Gun Slingers de Sam Newfield
- 1944 : Brand of the Devil de Harry L. Fraser
- 1945 : The Topeka Terror (en) d'Howard Bretherton
- 1945 : The Great Stagecoach Robbery de Lesley Selander
- 1945 : Le Grand Bill (Along Came Jones) de Stuart Heisler
- 1945 : Stagecoach Outlaws de Sam Newfield
- 1946 : Three Troubledoers d'Edward Bernds
- 1948 : Tornado Range de Ray Taylor
- 1949 : Red Desert de Ford Beebe
- 1950 : Gunslingers de Wallace Fox
- 1950 : Over the Border (en) de  Wallace Fox